# Fürstentum Minden
Das Fürstentum Minden war ein weltliches Territorium des Heiligen Römischen Reiches. Es entstand 1648 in Nachfolge des Hochstifts Minden, gehörte zum Niederrheinisch-Westfälischen Reichskreis und war bis zum Ende seines Bestehens 1807 in brandenburgisch-preußischem Besitz. Ab 1719 wurde es gemeinsam mit der angrenzenden Grafschaft Ravensberg in der preußischen Verwaltungseinheit Minden-Ravensberg verwaltet.

## Lage
Das Fürstentum lag größtenteils nördlich des Wiehengebirges im Mindener Land westlich der Weser. Kleinere Gebiete lagen östlich der Weser und in der Ravensberger Mulde südlich des Wiehengebirges. Im Juli 1806 grenzte das Fürstentum Minden im Süden an die ebenfalls preußische Grafschaft Ravensberg und das Fürstentum Lippe, im Osten an die Grafschaft Schaumburg-Lippe und die kurhessische Grafschaft Schaumburg, im Westen und Norden an das Kurfürstentum Hannover und einige kurhessische Exklaven.
Das Gebiet des ehemaligen Fürstentums Minden gehört heute zum Regierungsbezirk Detmold (Ostwestfalen-Lippe) im Bundesland Nordrhein-Westfalen und verteilt sich auf die Kreise Minden-Lübbecke und Herford. In Minden-Lübbecke lag das Gebiet der meisten heutigen Kommunen vollständig im Herrschaftsbereich des Fürstentums, von Preußisch Oldendorf nur die Stadtteile Hedem und Lashorst, von Bad Oeynhausen nur der nördlich der Werre gelegene Teil. Damit ist das Territorium zum Großteil kongruent mit dem heutigen Kreis Minden-Lübbecke. Im Kreis Herford lag das Gebiet der heutigen Kommunen Löhne, die heutigen Bünder Stadtteile Dünne und Spradow, der heutige Herforder Stadtteil Falkendiek, der heutige Vlothoer Stadtteil Uffeln und die nördlich der Werre gelegenen Gebiete der heutigen Gemeinde Kirchlengern dazu.

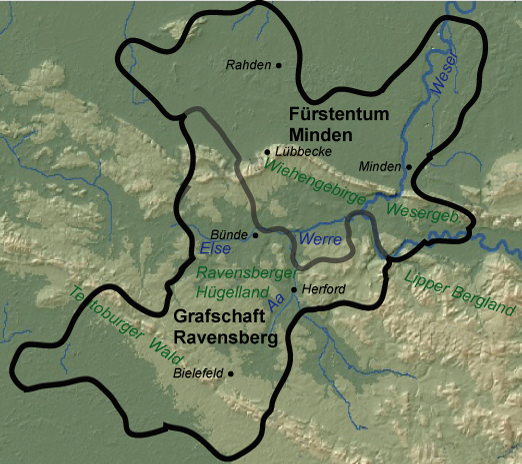
Topographie von Minden-Ravensberg
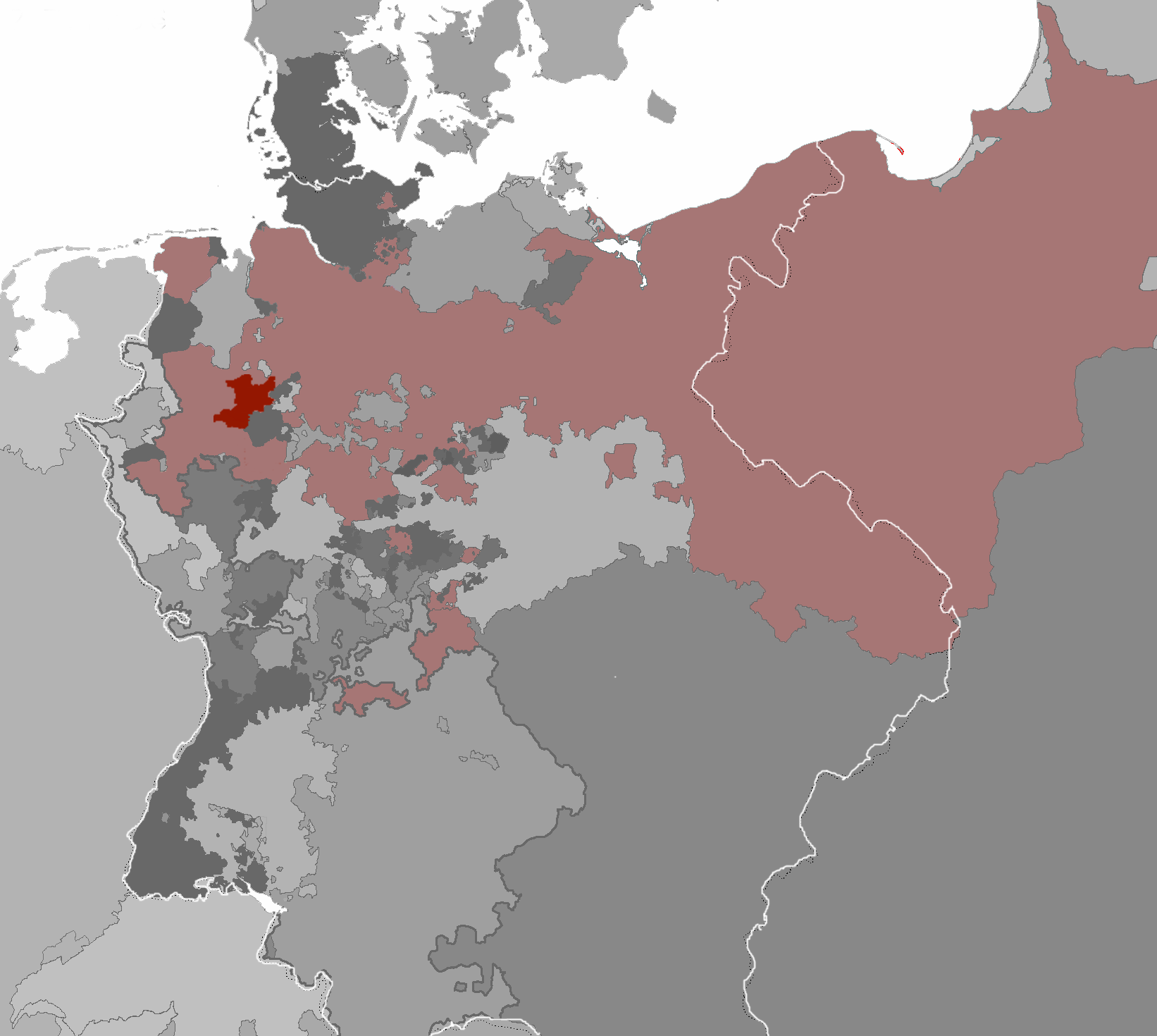
Lage von Minden-Ravensberg in Preußen 1806
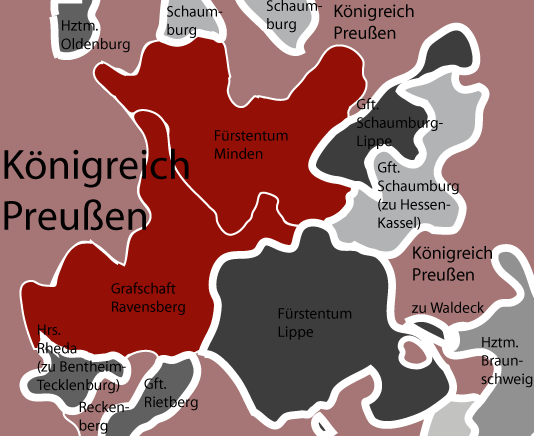
Minden-Ravensberg im Jahr 1806
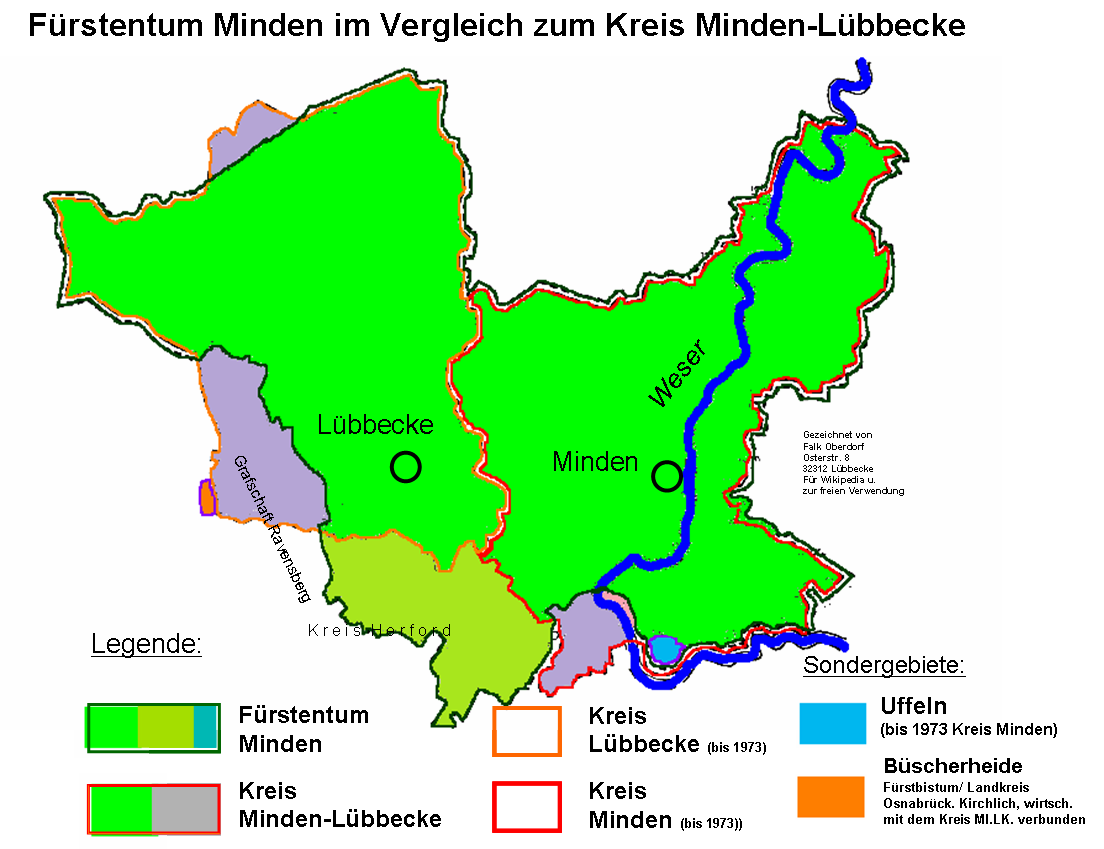
Das ehemalige Territorium des Fürstentums Minden ist zu etwa 80 Prozent deckungsgleich mit dem heutigen Kreis Minden-Lübbecke

## Geschichte
Das Fürstentum entstand 1648, als im Westfälischen Frieden das bereits weitgehend lutherisierte Hochstift Minden säkularisiert und dem Kurfürsten von Brandenburg zugesprochen wurde. Dies sollte ihn für den Verzicht auf Vorpommern entschädigen, das sich Schweden durch eine Teilung des Herzogtums Pommern angeeignet hatte. Die Regierung saß zunächst in Petershagen, ab 1650 vorübergehend und ab 1669 dauerhaft in Minden. Von hier aus verwaltete ab 1719 eine königlich-preußische Kriegs- und Domänenkammer das Fürstentum Minden zusammen mit der Grafschaft Ravensberg (Minden-Ravensberg). Die Verwaltung der Ämter wurde in der Regel Pächtern übertragen, die für Einnahmen aus Abgaben, Akzisen, Zöllen u. a. zu sorgen hatten.
Nach dem Tilsiter Frieden schlug 1807 Napoleon I. das Territorium dem Königreich Westphalen zu, seine Grenzen blieben als Distrikt Minden weitgehend bestehen. Bei der Neugliederung des preußischen Staatsgebietes 1815 wurde das Fürstentum nicht wiederhergestellt, der Titel des Fürsten zu Minden blieb jedoch im Großen Titel der preußischen Herrscher erhalten. Das Gebiet ging als Teil des Regierungsbezirks Minden der Provinz Westfalen in den Kreisen Minden, Rahden, Bünde und Herford auf.

## Gliederung

Gliederung im Jahr 1801 (hellgraue Gebiete umstritten oder Kondominien zwischen Preußen und Hannover bzw. Schaumburg)

Das Fürstentum Minden bestand zuletzt aus fünf Amtsbezirken und zwei amtsfreien Immediatstädten. Die Amtsbezirke orientierten sich dabei an den fünf Landesburgen. Jedes der Ämter bis auf das Amt Schlüsselburg war unterteilt in Vogteibezirke oder einzelne Orte. Jeder Vogteibezirk umfasste mehrere Kirchspiele mit ihren Bauerschaften. Zuletzt gliederte sich das Fürstentum wie folgt:
| Ämter             | Landesburg          | Vogteien                                                                                                |
| ----------------- | ------------------- | --- |
| amtsfrei          | keine               | Stadt Minden, Stadt Lübbecke                                                                            |
| Amt Hausberge     | Schalksburg         | Vogtei Übernstieg, Vogtei Berg und Bruch, Vogtei Gohfeld, Vogtei Landwehr, (zzgl. Flecken Hausberge)    |
| Amt Petershagen   | Schloss Petershagen | Vogtei Hofmeister, Vogtei Börde, Vogtei Windheim                                                        |
| Amt Rahden        | Burg Rahden         | Vogtei Stemwederberg, Vogtei Rahden                                                                     |
| Amt Reineberg     | Burg Reineberg      | Vogtei Levern, Vogtei Gehlenbeck, Vogtei Alswede, Vogtei Quernheim, Vogtei Schnathorst, Vogtei Blasheim |
| Amt Schlüsselburg | Burg Schlüsselburg  | – |

In steuerlicher Sicht war das Gebiet ab etwa 1734 – im Zuge der Bildung Minden-Ravensbergs – in zwei jeweils mehrere Ämter umfassende landrätliche Aufsichtsbezirke eingeteilt, die von jeweils einem Landrat an der Spitze beaufsichtigt wurden. Diese lösten die Vogteien in ihrer Bedeutung, jedoch nicht formal ab und die Drosten wurden zu reinen Ehrenämtern. Der westliche Bezirk umfasste die Ämter Rahden und Reineberg, während zum östlichen Bezirk die Ämter Hausberge, Petershagen und Schlüsselburg gehörten. Folgende Landräte waren in den beiden Gebieten tätig:
Ämter Rahden und Reineberg
- 1735–176400Wilhelm Christian von der Recke
- 1764–177000Dietrich Victor Ludwig von Korff
- 1770–180500Ernst Ludwig Victor von Korff

Ämter Hausberge, Petershagen und Schlüsselburg
- 1734–174000Friedrich Nicolaus von Ripperda
- 1740–176900Jobst Heinrich Friedrich von Korff
- 1770–178500Dietrich Victor Ludwig von Korff
- 1786–179800Philipp von Cornberg
- 1798–180300Ludwig von Vincke
- 1804–180600Franz Ferdinand von Ditfurth

## Fürsten
Fürsten zu Minden nach 1648 waren in Nachfolge der Mindener Fürstbischöfe die Kurfürsten von Brandenburg und preußische Könige aus dem Hause Hohenzollern:
- 1648–1688 Friedrich Wilhelm
- 1688–1713 Friedrich III.; ab 1701 als Friedrich I. König in Preußen
- 1713–1740 Friedrich Wilhelm I.
- 1740–1786 Friedrich II.
- 1786–1797 Friedrich Wilhelm II.
- 1797–1807 Friedrich Wilhelm III.

Auch nach dem Ende des Fürstentums führten die Könige von Preußen den Titel Fürst zu Minden, zuletzt Kaiser Wilhelm II. bis 1918.

## Wappen
Das Wappen des Fürstentums zeigte die gekreuzten und ihre Barte abwendenden Schlüssel des Heiligen Petrus auf rotem Grund. Petrus war Patron des Bistums und des Mindener Domes. Das Wappen war vor 1648 Wappen des Hochstifts Minden und gelangte nach 1648 in das große preußische Wappen. Bis heute ist es im Wappen vieler Kommunen der Region vertreten, z. B. im Wappen der Stadt Minden. Auch die mittlerweile aufgelösten Kreise Minden und Lübbecke führten die Schlüssel im Wappen. Auch das Wappen des Nachfolgekreises Minden-Lübbecke greift dieses alte Symbol wieder auf.